# 당동벌이
당동벌이(중국어: 黨同伐異)는 자기가 속한 집단의 이익을 위해 대의적으로 옳고 그름을 떠나 다른 집단 또는 타집단에 속한 사람들을 무조건 흠집내 무너뜨리려는 행태를 말한다. 중국 역사책인 후한서의 당동전에 나오는 말로, 무조건 같은 파의 사람은 편들고 다른 파의 사람을 배격함을 이른다.
2004년 전문주간지 《교수신문》에서 자체 필진과 주요 일간지에 칼럼을 쓰는 교수 등 162명을 대상으로 설문조사를 한 결과 그 중 약 20%가 ‘2004년 한국의 정치·경제·사회를 정리할 수 있는 올해의 사자성어(四字成語)’로 당동벌이(黨同伐異)를 꼽았는데, 교수신문은 노무현 대통령 탄핵소추나 신행정수도법 위헌 확인 결정, 국가보안법 등 4대 개혁법 개정 등 굵직굵직한 현안에서 대화나 타협보다는 당리당략만 일삼은 정치권의 구태가 선정의 배경이 됐다고 설명했다.

## 유래
후한(後漢)에서는 제4대 화제(和帝) 이후로 역대 황제가 모두 어린 나이에 즉위하여 황태후가 섭정이 되고, 그 일족인 외척이 권력을 손아귀에 넣었다. 그 외척에 대항하여 이를 타도하는 역할을 주로 한 것이 환관의 세력이었고 후한 말기는 외척과 환관이 번갈아 권력을 장악하고 사복을 채우는 정치 상황이 일반이었다. 또한 초야로 숨어든 명망있는 인물들을 중심으로 뜻을 같이해 모인 유학자 집단인 당인들이 외척이나 환관이 정권당에 대항했다. 서로 물고 물리는 권력다툼을 일삼다 환관당이 외척 세력을 궤멸시키고, 지식인당에 대해서도 철저한 탄압을 가했다. 그 결과 정치를 해야 할 지식인 관료층이 완전히 황실을 저버리고 후한 왕조는 자멸의 길을 걷게 되었다. 전한은 외척에 의해 망하고, 후한은 환관에 의해 운명을 마감했음을 역사적 교훈으로 암시하는 이 말은 좁게는 당고의 옥 이후 이응을 중심으로 한 당인들이 유교적 지식 계급 이외의 세력을 적대시하던 사실을 가리키기도 한다.